# Sangha Trinational
Sangha Trinational (fransk: Trinational de la Sangha, TNS) er en skov i grænseområderne mellem nationerne Centralafrikanske Republik, Cameroun og Congo-Brazzaville. Den blev tilføjet som et UNESCOs verdensarvssted i 2012 på grund af dets enestående biodiversitet og unikke habitater. Verdensarvsstedet omfatter 3 sammenhængende nationalparker i de fugtige tropiske skove i Centralafrika: Nouabalé-Ndoki Nationalpark i Congo, Lobéké Nationalpark i Cameroun og Dzanga-Ndoki Nationalpark i Centralafrikanske Republik. Stedets størrelse og den relativt begrænsede mængde skovrydning i de tre parker har gjort det muligt for bestande af sårbare arter som afrikanske skovelefanter, gorillaer, antilopearten sitatunga og chimpanser at trives. Derudover er populationer af kritisk truede plantearter som Mukulungu beskyttet inden for nationalparkernes grænser.